# Nazarlo
Nazarlo (Georgisch: ნაზარლო, Azerbeidzjaans: Nəzərli) is een dorp in het zuiden van Georgië met 4.850 inwoners (2014). Het dorp ligt in de gemeente Gardabani van de regio Kvemo Kartli op ongeveer zes kilometer ten zuidoosten van het gemeentelijk centrum Gardabani, 42 kilometer ten zuiden van hoofdstad Tbilisi en vier kilometer van de Azerbeidzjaanse grens. 

## Azerbeidjzaanse gemeenschap
Nazarlo is het derde grootste dorp in de gemeente, en vormt een gezamenlijke bebouwde kom met het bijna even grote Kesalo. Beide dorpen vormen samen met het nabije Vachtangisi en Dzjandara een cluster van soennitische moslimgemeenschappen in Kvemo Kartli, terwijl andere dorpen in de grensstreek met Azerbeidzjan een gemengd of sjiitisch zijn.
Door de afgelegen ligging heeft de bevolking weinig interactie met etnische Georgiërs. Tezamen met voornamelijk in Azerbeidzjaans of Russisch gegeven onderwijs is er een Georgische taalachterstand. Ook kunnen de dorpelingen door het gebrek aan een brug over de Mtkvari lastig bij de Azerbeidjzaanse gemeenschappen aan de overkant van de rivier komen.

## Demografie
Volgens de volkstelling van 2014 had Nazarlo 4.850 inwoners. Het dorp is op acht inwoners na mono-etnisch Azerbeidzjaans. De bevolking van Nazarlo is moslim en behoort grotendeels tot soennitische stroming, net als nabije dorpen op de linkeroever van de Mtkvari.
| Aantal                                                       | 1.397 | 3.424 | 5.808 | 4.850 |
| Verantwoording data: 1923, 1970, volkstellingen 2002 en 2014 |       |       |       |       |

## Vervoer
Door het dorp komt de Georgische nationale route Sh66 (Roestavi - Vachtangisi) die naar de Azerbeidzjaanse grensovergang "Mtkvari" gaat, een secundaire grensovergang.